# タングラ駅
タングラ駅（タングラえき、唐古拉駅）は中華人民共和国チベット自治区ナクチュ市アムド県にある中国国鉄青蔵線の駅。2006年7月1日の青蔵鉄道2期線（ゴルムド駅 - ラサ駅）の開通と同時に開業した。駅の標高は海抜5068.63メートルであり、開業と同時にアンデス山中にあるガレラ駅 (en:Galera railway station、海抜4781メートル) を抜いて世界一高い駅となっている。
ホームは760 mの長さ、駅構内は77002 m2の広さを有する。構内には3本の線路が配されている。また、駅舎は384.2 m2の広さを有し、外観は「人」の形を表している。
なお、この駅から1 kmほどの地点がタンラ山脈（唐古拉山脈）を超えるタングラ峠で、鉄道世界最高標高地点となる（海抜5072メートル）。

## 駅構造
- 単式ホーム1面、島式ホーム1面の地上駅。

## 利用状況
2021年現在も周辺は無人地域であり旅客サービスは行っていない。一部の列車は停車するが、その場合も列車の外に出ることはできない（実質的に運転停車駅）。

## 歴史
- 2005年 - 建設開始。
- 2006年7月1日 - 開業。

## 画像

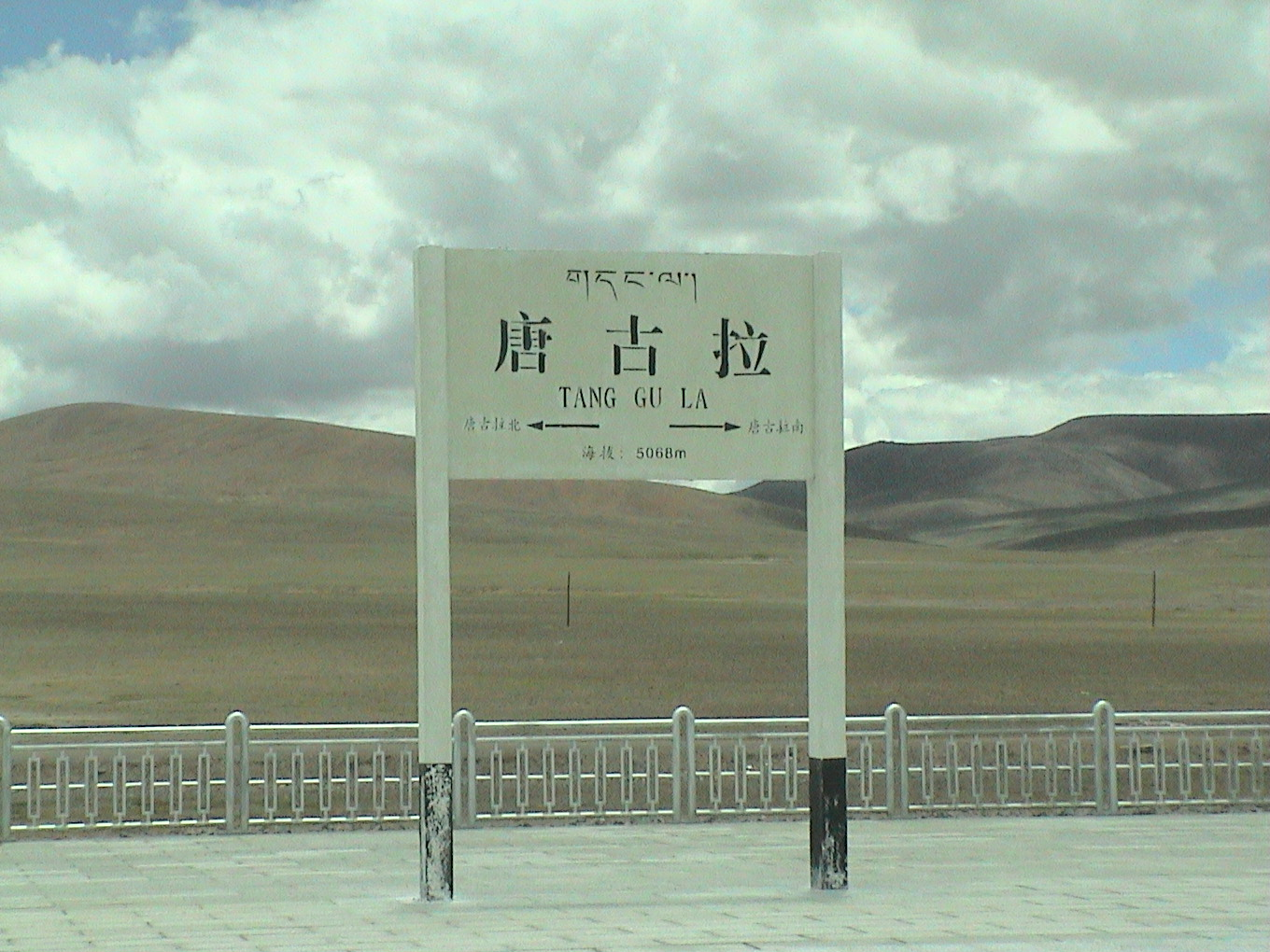
海抜表示のある駅名標

## 隣の駅
中国国鉄
青蔵鉄道
タングラ北駅 - タングラ駅 - タングラ南駅